# Outcast
Outcast — восьмий студійний альбом німецького треш-метал гурту Kreator. Він був випущений лейблом GUN Records у 1997 році. На цьому альбомі більш помітний вплив індастріал-металу і готик-металу на музику групи, ніж на попередньому альбомі. Це перший альбом гурту в записі якого взяв участь колишній гітарист Coroner Томмі Веттерлі.

## Перевидання
У березні 2018 року німецький звукозаписний лейбл Noise випустив оновлене видання альбому і зробив його доступним на компакт-дисках і вінілі, а також у цифровому форматі. Реліз містить живий виступ Kreator на Dynamo Open Air у 1998 році та нотатки.

## Треклист
Всі пісні написані Мілле Петроцою, окрім 8 і 10 (Петроцца, Томмі Веттерлі, Крістіан Гіслер)
| #   | Назва                     | Автор                                       | Тривалість |
| --- | ------------------------- | ------------------------------------------- | ---------- |
| 1.  | «Leave This World Behind» |                                             | 3:29       |
| 2.  | «Phobia»                  |                                             | 3:22       |
| 3.  | «Forever»                 |                                             | 2:52       |
| 4.  | «Black Sunrise»           |                                             | 4:33       |
| 5.  | «Nonconformist»           |                                             | 3:15       |
| 6.  | «Enemy Unseen»            |                                             | 3:21       |
| 7.  | «Outcast»                 |                                             | 4:54       |
| 8.  | «Stronger than Before»    | Petrozza, Tommy Vetterli, Christian Giesler | 3:17       |
| 9.  | «Ruin of Life»            |                                             | 3:53       |
| 10. | «Whatever It May Take»    | Petrozza, Vetterli, Giesler                 | 3:47       |
| 11. | «Alive Again»             |                                             | 3:47       |
| 12. | «Against the Rest»        |                                             | 2:39       |
| 13. | «A Better Tomorrow»       |                                             | 4:13       |

## Учасники запису
- Мілле Петроцца — вокал, ритм-гітара
- Томмі Веттерлі — соло-гітара
- Крістіан Гіслер — бас-гітара
- Вентор — ударні

## Чарти
| Чарт (1997)        | Місце |
| ------------------ | ----- |
| German Album Chart | 91    |